# Піцен (Італія)

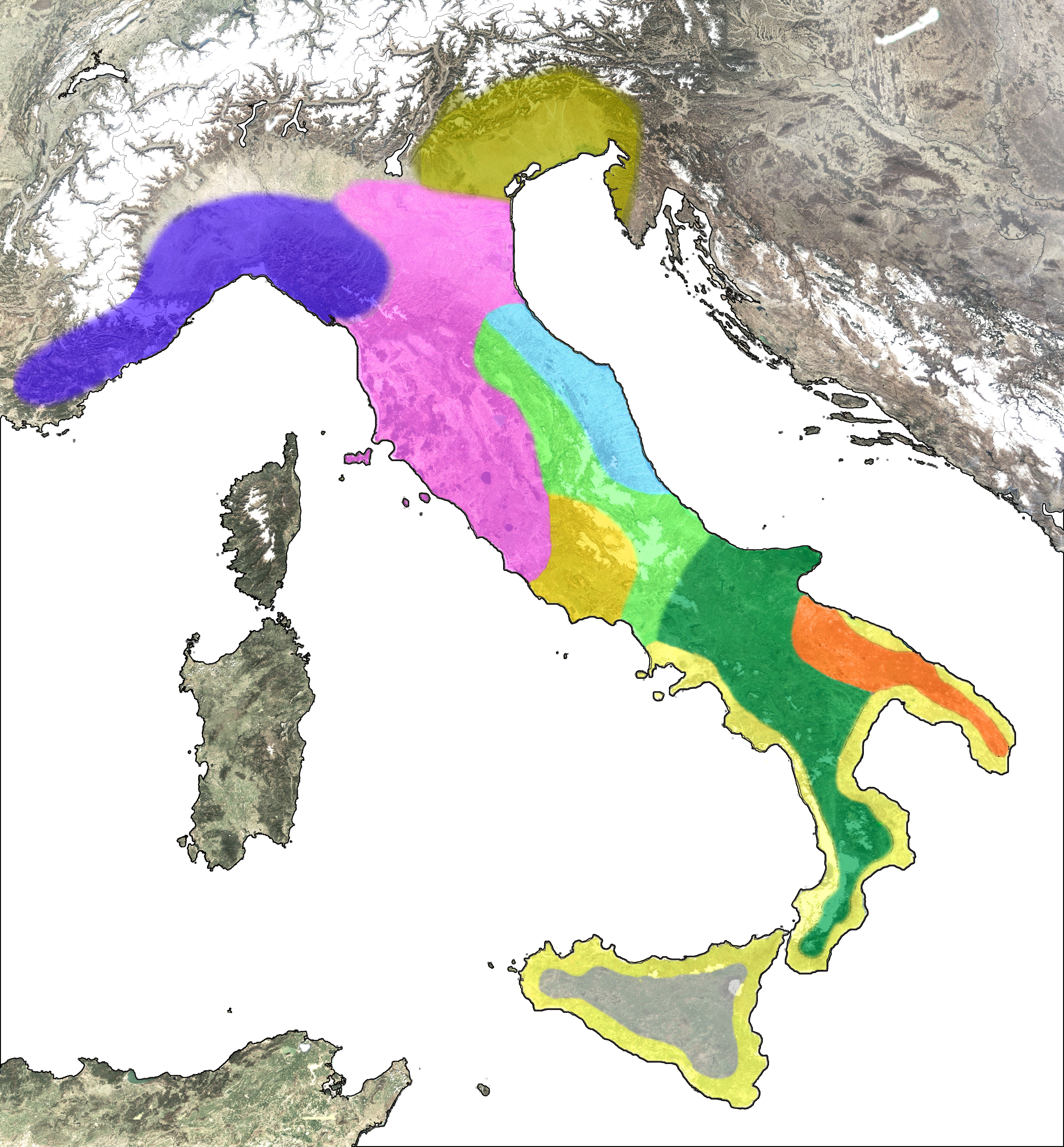
Етнічні групи народів на італійському півострові на початку залізної доби.
Лігури
Венеди
Етруски
Піцени
Умбри
Латини
Самніти
Мессапи
Греки

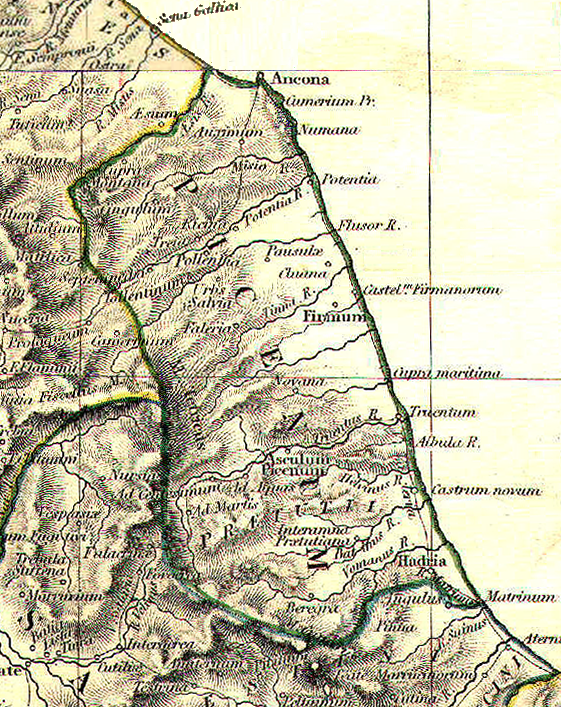
Провінція V Августа — Піцен, з Атласу William R. Shepherd, 1911

Піцен (лат. Picenum, дав.-гр. Πικηνόν, Πικεντίνη) — область стародавньої Італії. Назва є екзонімом, введеним римлянами, які завоювали і включили Піцен до складу  Римської республіки. Піцен був батьківщиною  Помпея Великого і його батька, Помпея Страбона. Зараз цей регіон називається Марке. Піцени були корінним населенням, але вони не були однієї етнічної приналежності. Вони заснували релігійний центр в Купра-Маріттіма на честь богині Cupra.

## Географія
Згідно Страбону, Піцен розташовувався між Апеннінами і Адріатичним морем від гирла річки Езіно (лат. Aesis) на півдні до Castrum в гирлі річки Тронто (лат. Truentinus), близько 800 стадій. Страбон відносить такі міста до Піцену: з півночі на південь Анкона, Авксім, Септемпеда (Сан-Северіно-Марке), Pneuentia, Потенца-Пічена, Фірм Піцен з портом в Кастелл (Порт-ді- Фермо), Купра Марітіма, Трент ( Truentum) на річці Truentinus (Тронто) і, нарешті, Кастр Нов (Castrum Novum) і Матрін (Matrinum) на річці Matrinus (Piomba), на південь від Сільві в Абруццо. Це список прибережних громад. Також згадує Адрію (Атри, Італія) і Аскул Піцен (лат. Asculum Picenum, Асколі-Пічено) в складі Піцена. Пише, що територія Піцена зі сходу на захід змінюється нерівномірно.